# Arctostaphylos glauca
Arctostaphylos glauca là một loài thực vật có hoa trong họ Thạch nam. Loài này được Lindl. mô tả khoa học đầu tiên năm 1835.

## Hình ảnh

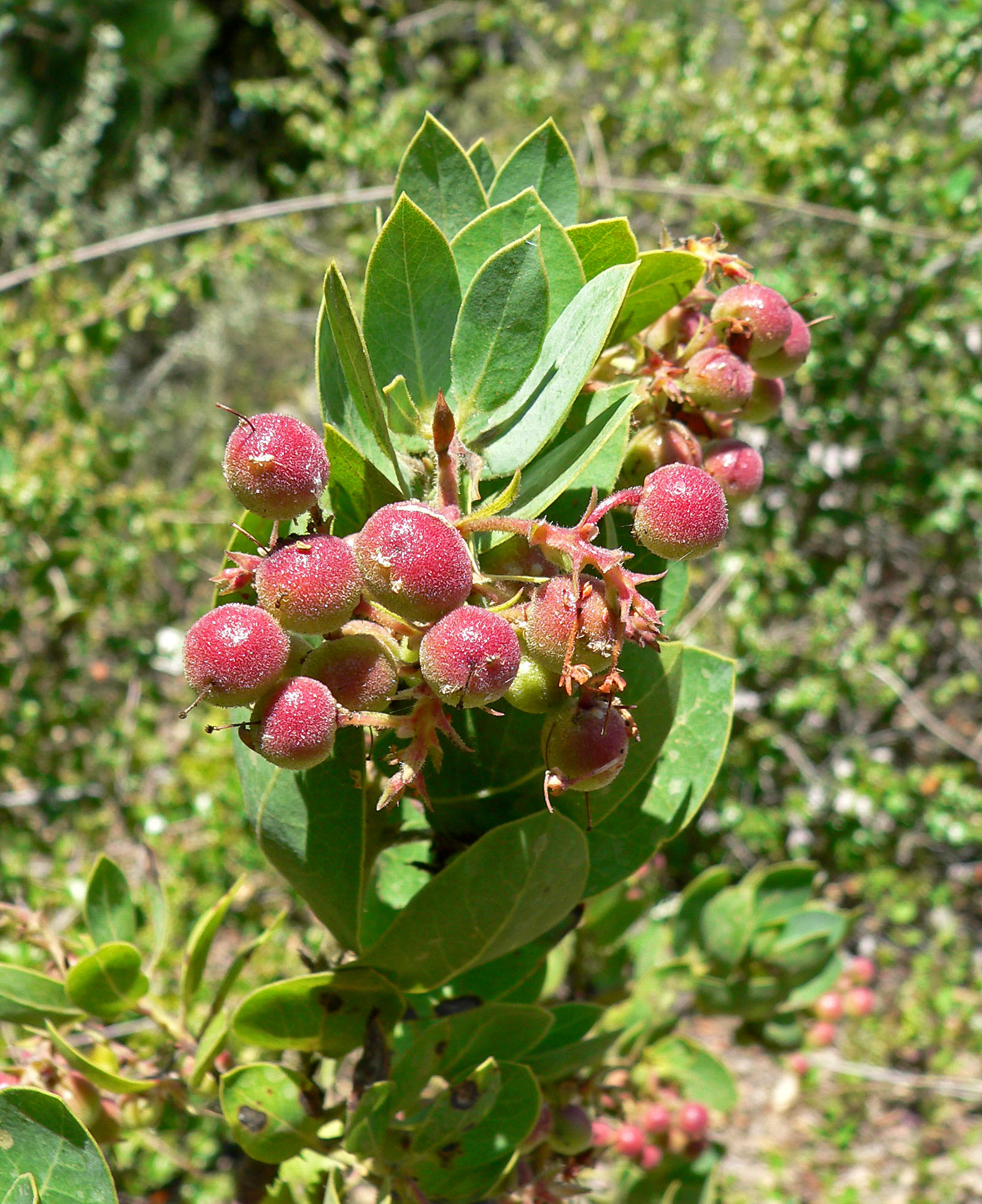
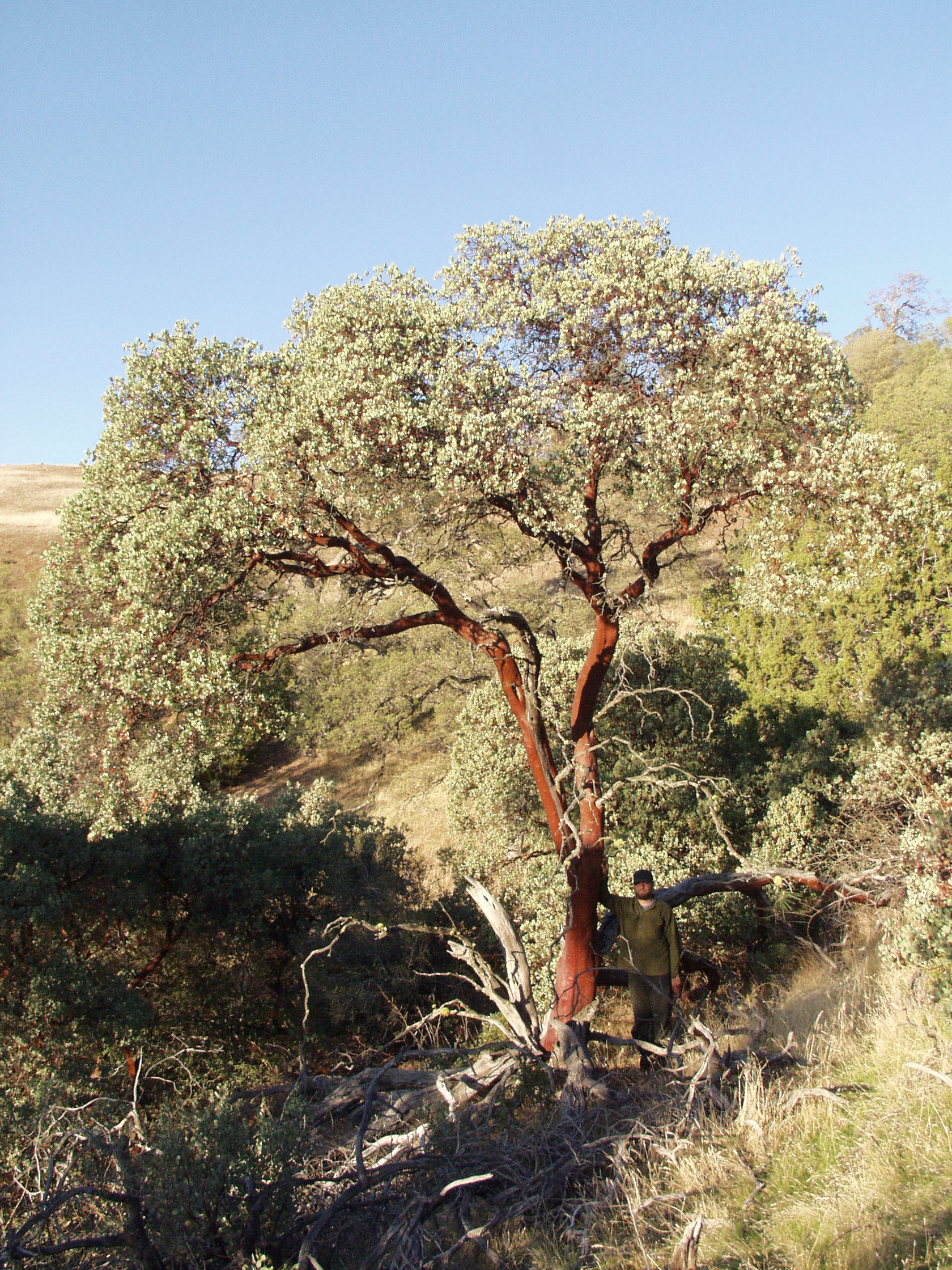
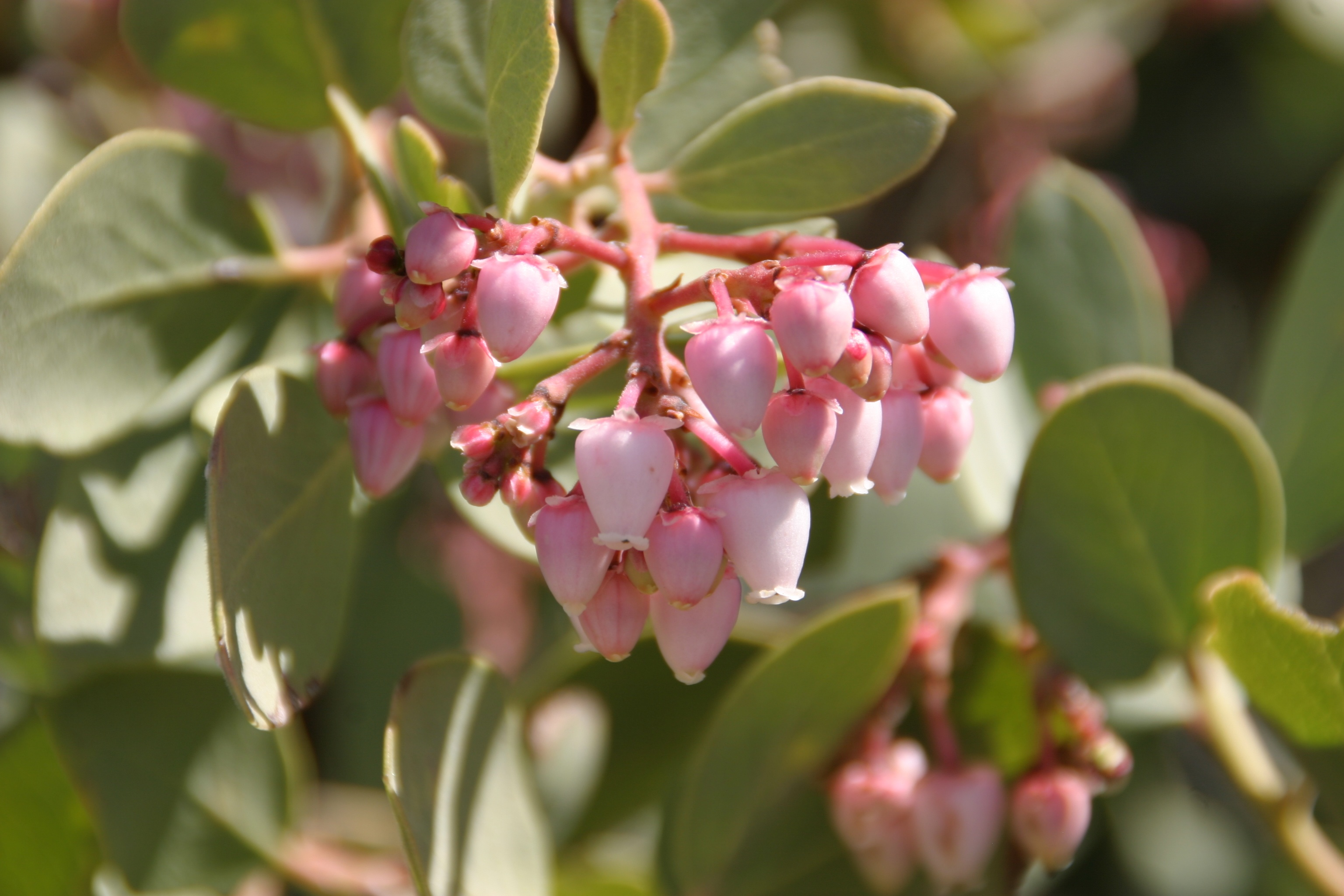
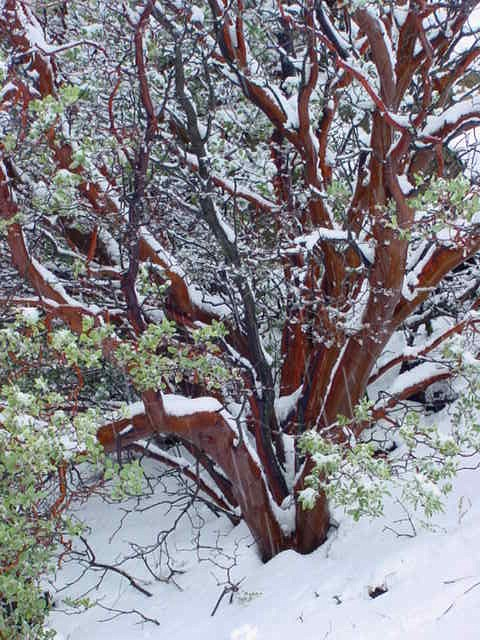